# Миктлан

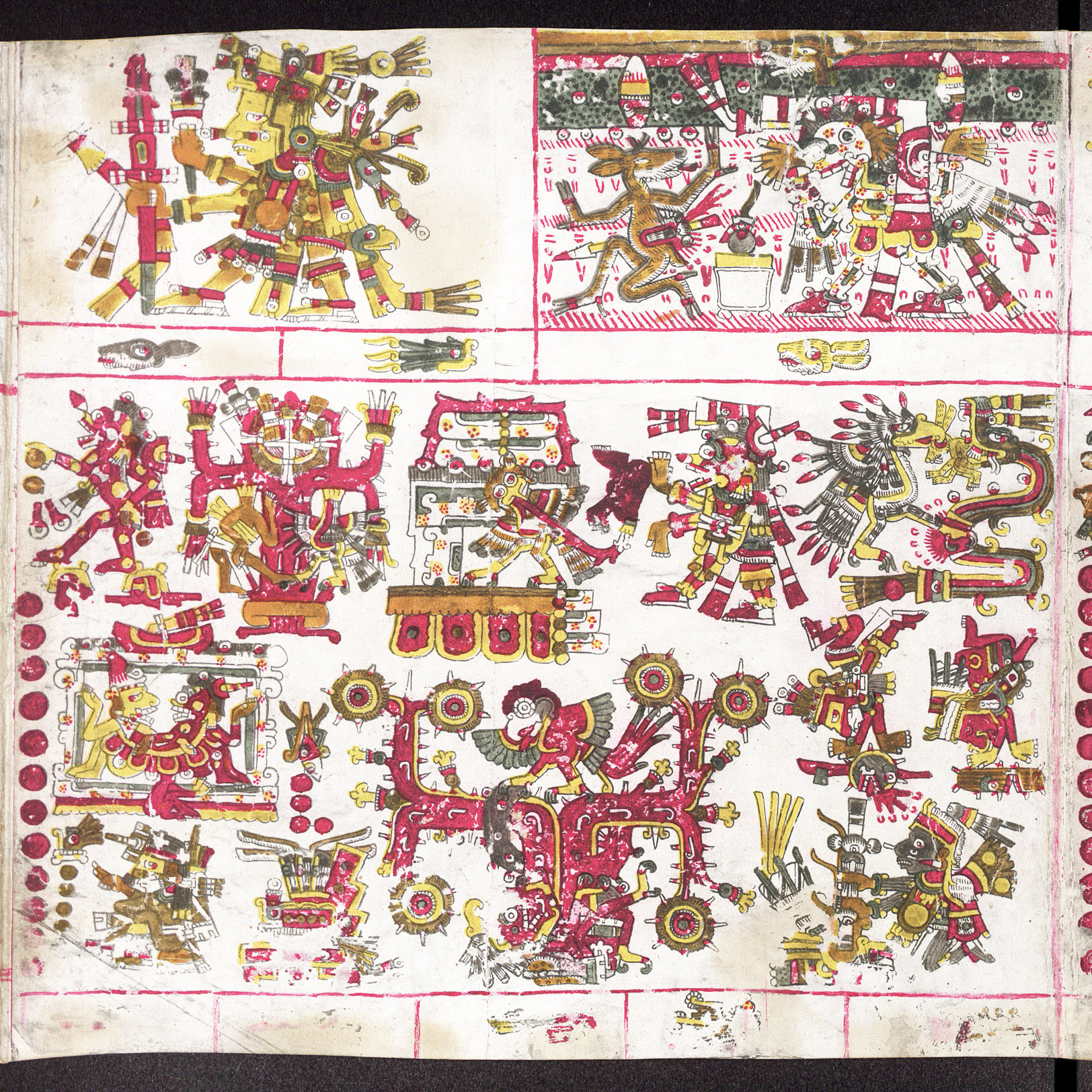
Миктлан - Кодекс Борджиа.

Миктлан — загробный мир в мифологии ацтеков. Миктлан располагается далеко на севере и делится на девять кругов.
Путешествие в Миктлан длилось четыре года. Умерший проходил между двумя горами, которые нависали над ним, грозя раздавить. Пройти надо было так, чтобы избежать и обрушивающихся камней, и нападения гигантского крокодила и змеи. Затем умерший пересекал восемь пустынь и поднимался на восемь горных пиков. Следующее испытание — ледяной ветер невиданной силы, который метал в идущего в царство мёртвых острые обсидиановые лезвия и огромные валуны. После этого покойник садился на спину маленькой собаки (течичи), которая освещала ему путь своими рубиновыми глазами, и переправлялся через широкую подземную реку. После этого умерший попадал к Миктлантекутли — правителю царства мёртвых — и приносил ему дары, которые положили в могилу родственники покойного. Миктлантекутли отводил человеку место в одной из девяти преисподних. В Миктлан попадали все, кроме воинов, утопленников и женщин, которые умерли во время родов.